# 月岡温泉
月岡温泉（つきおかおんせん）は、新潟県新発田市にある温泉。弱アルカリ性のエメラルドグリーンの硫黄泉で知られ、硫化水素イオン（HS-）の含有量は国内随一である。
温泉が所在する住所も「月岡温泉」となっている。

## 概要

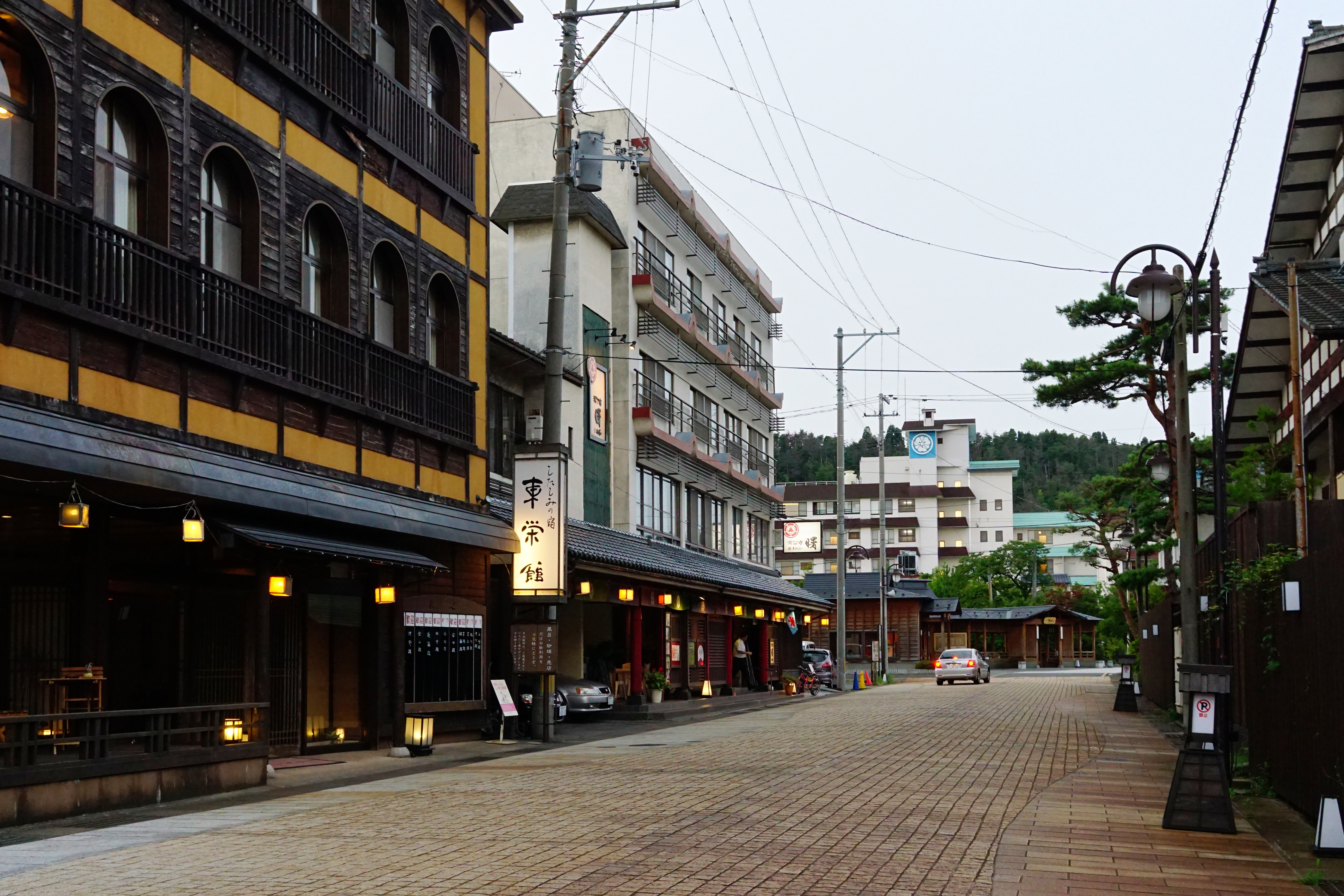
温泉旅館が立ち並ぶ通り（2016年7月）

新潟県を代表する温泉地であり、にっぽんの温泉100選に例年ランクインする（2020年度は総合ランキングで全国16位、泉質で同8位）。旅館・ホテル（月岡温泉観光協会ウェブサイト掲載施設は12軒）と商店街からなる温泉街がある。
旅行新聞新社主催の「プロが選ぶ日本のホテル・旅館100選」で毎年上位に選出される日本を代表する大旅館から、宿泊予約サイト「楽天トラベル」からアワードやマイスターに選ばれた旅館、観劇やプロレスなどを開催する旅館、昔ながらの湯治を楽しめる旅館まで、様々な楽しみ方が出来る温泉地。大正4年（1915年）の開湯より100年を控えた2014年前後から各種の催しが開催され、近年は観光協会を中心としたものから、各旅館や商店が行うものまで「町おこし」が盛んになっている。

## 温泉街

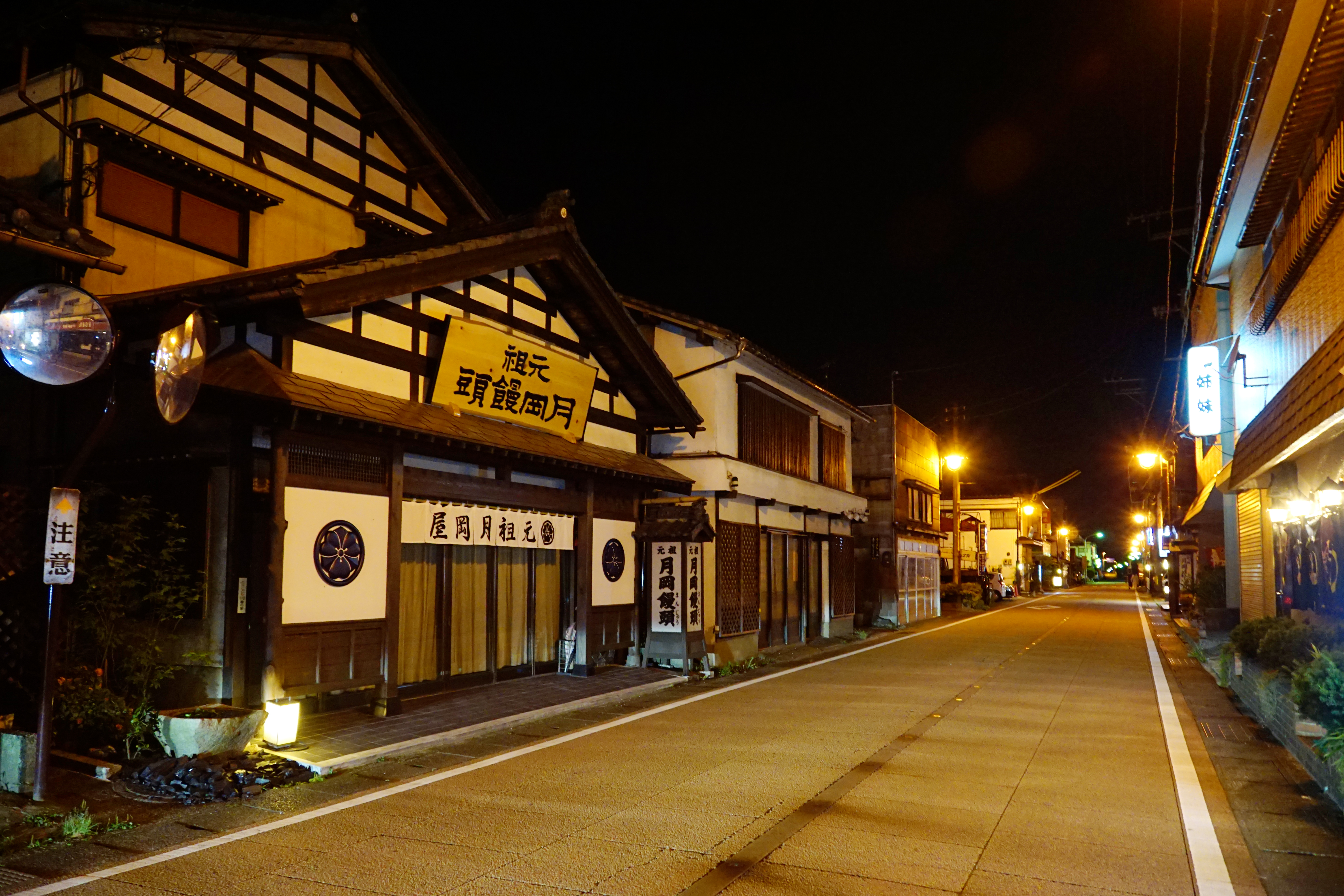
温泉街（2016年7月）

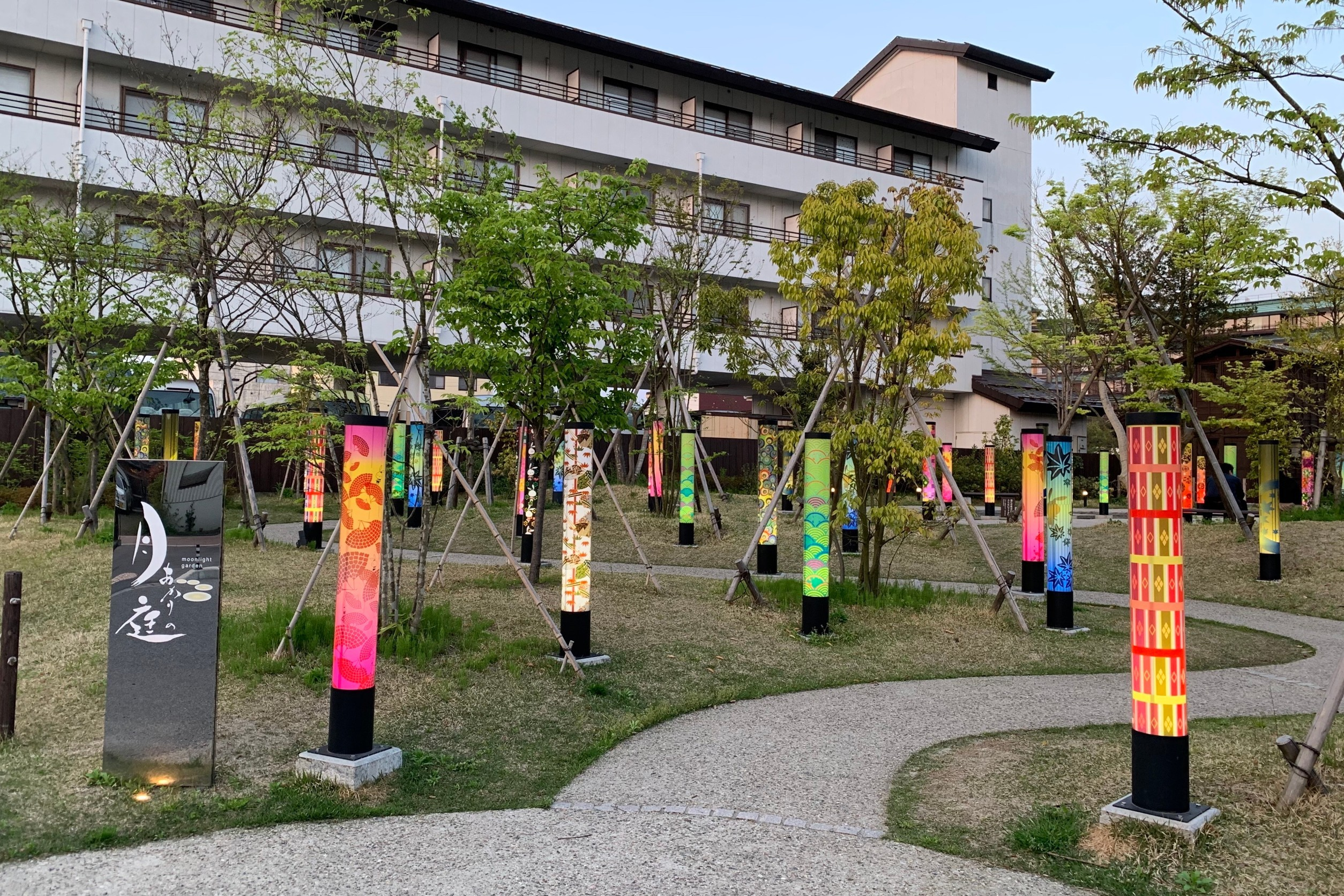
「月あかりの庭」

越後平野東縁に位置し、「新潟の奥座敷」として脚光を浴びていた温泉地だが、バブル経済期に年120万人いた観光客数はバブル崩壊後に半減し、旅館も3分の2が廃業・閉鎖された。また、旅館の大型化や旅館の自社施設内での顧客囲い込みが進んだため温泉街の役割が低下し、一時は「温泉以外は何もない」と言われた。
その後、「歩きたくなる温泉街」を目指して再生の取り組みが行われ、上記の開湯100年に合わせて、景観整備や店舗リノベーションの取り組みが続々と行われた。
2014年には観光協会が、荒れ地になっていた温泉発祥地を飲泉もできる「源泉の杜」として整備。さらに商店街の外観をなるべく茶色にする景観改善が行われた。2018年には、旅館跡の空き地に和風庭園「月あかりの庭」が設けられた。
また旅館の若手経営者らが設立した合同会社ミライズが空き家を活用して、既存店舗と競合しない体験型店舗を相次ぎオープンした。第1弾は2014年オープンの「新潟地酒 蔵」で、その後も干物や発酵食品などを扱う「新潟地物 旨（うまみ）」（2015年）、せんべいを手焼きできる「新潟米菓 田（でん）」（2016年）、ワインや雪室貯蔵したコーヒーを販売する「新潟飲物 香（かおり）」（2017年）、米粉商品の専門店「新潟米粉 米（べい）」（2018年）、スムージー&ジェラート専門店「新潟菜果 実（みのり）」（2019年）など続々とオープンした。2020年11月にはクラフトビール醸造所がオープンした。
こうしたまちづくりの取り組みは全国旅館ホテル生活衛生同業組合連合会（全旅連）が主催する「人に優しい地域の宿づくり賞」最高賞や、コンパクトなまちづくり推進協議会などが主催する「先進的まちづくり大賞」国土交通大臣賞を受賞している。
このほか、温泉街にはカフェや駄菓子屋、足湯、昔ながらの饅頭屋や酒屋、寿司屋、居酒屋など様々な店舗が軒を連ねる。また、昭和初期に始まった芸妓が現在でも続いている。

## 泉質
- 含硫黄-ナトリウム-塩化物温泉（弱アルカリ性 低張性 高温泉）[14]
- 源泉温度は約50度。
- 温泉は湯船で透き通ったエメラルドグリーン色を呈する

美肌に対する効能があるとされ、磐梯熱海温泉、いわき湯本温泉とともに「磐越三美人湯」に数えられる。
総硫黄含有量は万座温泉に次いで日本で2番目であり、硫黄型と呼ばれる弱アルカリ性の硫黄泉としては全国一である。また、塩化物温泉らしく温熱効果が高く、湯冷めにくい温泉とされている。
入浴剤と間違われるほど濃いエメラルドグリーン色を呈しているが、季節や天気などの気象条件により乳白色などに色が変化する場合もある。昔人は湯色を見て、翌日の天気を予想したと言われる。

## 周辺
温泉街に隣接して「月岡カリオンパーク」があり、ガラス作り体験施設や刀剣伝承館などを内包する。また、共同浴場「元湯 美人の泉」も設けられている。
2010年（平成22年）7月には、温泉街の南側に農産物直売所やイタリア料理店、ビュッフェ形式の農家レストラン、菓子店などからなる複合施設「月岡わくわくファーム」がオープン。2016年夏には同時に50人が乗れるブランコが設置され、「日本一長い木製ブランコ」として認定された。

## 歴史

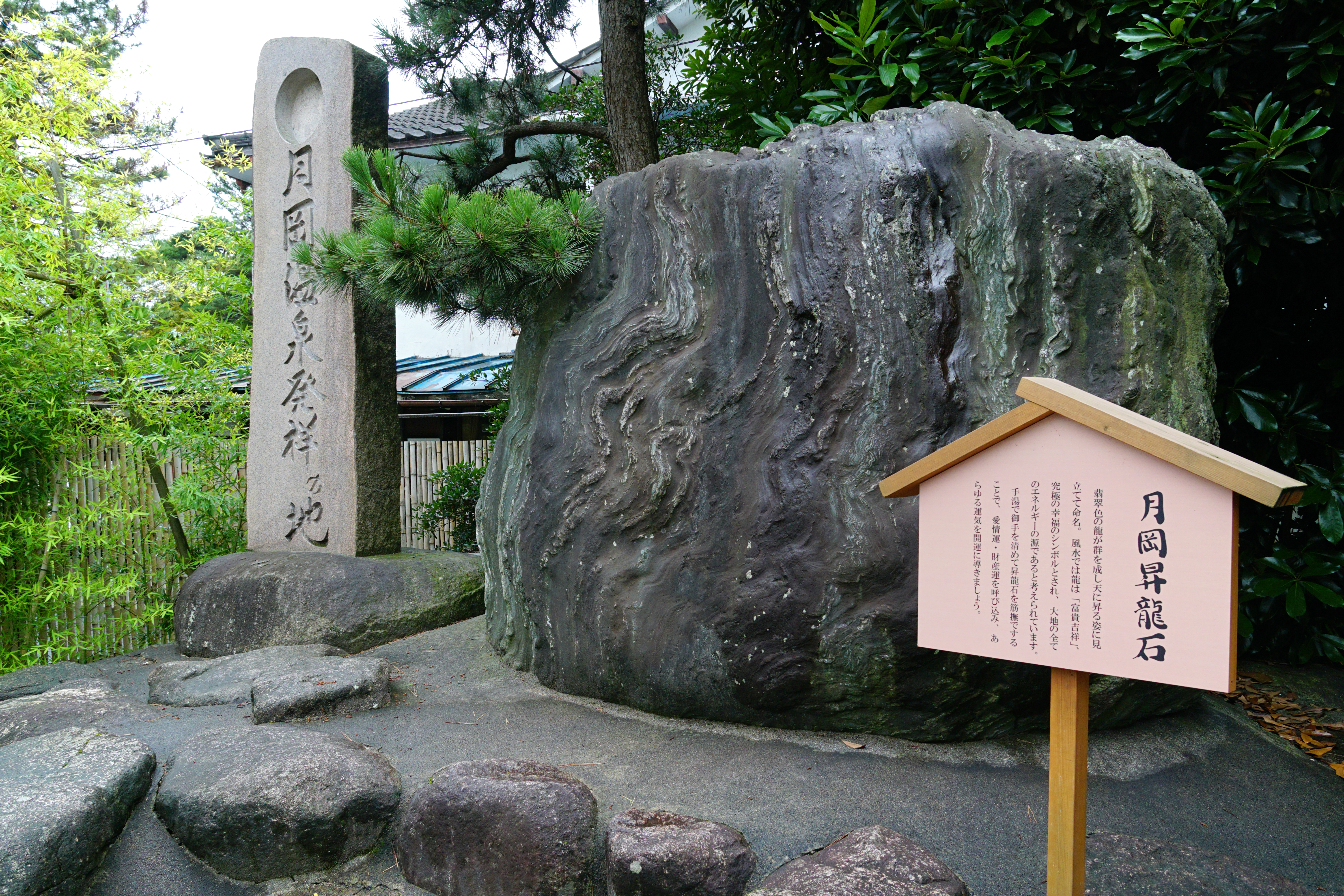
「月岡温泉発祥ノ地」の石碑

大正4年（1915年）に開湯（一部の文献では大正6年とされている）。

現在の「月岡温泉発祥ノ地」の石碑付近の石油掘削中の井戸から50度を超える湯が湧き出し、本間周三郎氏がそこに共同浴場を建てたのが月岡温泉の始まりと言われている。共同浴場の隣に「青木館」が湯治宿を開業、続いて「浪花屋」をはじめとする湯治宿が数多く立ち並び、併せて「新喜久屋」などの自炊の為の商店も現れた（「旧湯」と称する）。
大正末～昭和初期に新しく温泉を掘り当て、現在の足湯付近に二階建ての共同浴場を中心とする新湯温泉団地が整備される（「新湯」と称する）。従来の旧湯と併せて湯治場としての月岡温泉が出来上がる。その後、近代的温泉地としての発展に向け豊富な湯量を求め掘削を進め、昭和32年、それまで1つだった内湯旅館を、25の旅館を内湯完備とした。昭和61年には全旅館が内湯完備となる。
昭和34年、現在のホテル華鳳付近に「月岡ヘルスセンター」と県内初の動物園「行楽苑」がオープン。その後「月岡ランド（大動植物園）と月岡ヘルスセンター」と改称した。園内のグリーンステージでは、多くの著名な歌手が歌い、山口百恵やドリフターズなども出演し活況を呈し、新潟県内外から来る多くの家族連れで賑わうようになる。現在でも唄われている『月岡小唄』や『月岡よさこい』は、この頃作られ、昭和初期より集まり始めた芸妓の数も昭和50年代には150名を超えた。
上越新幹線や高速道路の開通に合わせて「大越後かかしの祭典」など、様々な観光イベントが催され、団体旅行ブームもあり、平成10年度には年間入込数が78.5万人と月岡温泉開湯以降最大となる。
その後、団体旅行から個人旅行へ旅行志向も変化し、入込数は減少する。増加する個人旅行客へ向け、新潟県内の全酒蔵の酒が楽しめる「越後の酒天湯子」や「恋人の聖地プロジェクト」などを開催。「足湯広場」「石畳通り」の整備などの事業も進められている。近年では「世界の鍋グランプリ」や「SPA SONIC」なども開催されている。

## アクセス
公共交通
- JR新潟駅より「直通バス」で約60分 、新発田駅より「直通バス」で約25分[20]。
- JR新発田駅より豊浦地域コミュニティバス「本田・天王号」（平日のみ運行）で約30分[21]。
- JR西新発田駅より豊浦地域コミュニティバス「本田・天王号」（平日のみ運行）で約25分[22]。
- JR羽越本線 月岡駅よりタクシーで約10分　※旅館によっては無料送迎も有り
- 新潟空港から事前予約制バス「月岡温泉・五頭温泉郷周遊ライナー」乗車（新発田城経由）[23]
- 東京（新宿・池袋）から泉観光バス「NETWORK 821便」利用（土曜など特定日のみ運行）、「月岡温泉」下車[24]

自動車
- 日本海東北自動車道・豊栄新潟東港ICより約20分
- 磐越自動車道・安田ICより約20分